# Hamrzysko
Hamrzysko – wieś w Polsce położona w województwie wielkopolskim, w powiecie czarnkowsko-trzcianeckim, w gminie Wieleń, 20 km na południowy wschód od Wielenia.

## Położenie
Hamrzysko zewsząd otaczają lasy Puszczy Noteckiej, przepływa tu rzeka Miała. Zwarty charakter zabudowy jest nietypowy dla tutejszych osad puszczańskich.

## Historia
Miejscowość pierwotnie związana była z Wielkopolską. Istnieje co najmniej od końca XV wieku. Wymieniona została w zapisie z 1499 jako „Hamer”, a w 1510 jako „Hamrzisko”. W źródłach Hamrzysko pojawia się jako osada śródleśna pod nazwą Hamer pod błędnie zapisaną datą 1455 ale wynika ona z błędnego cytowania źródłowego zapisu. W okolicy występowały pokłady rud darniowych, a ówczesna nazwa wsi wskazuje, że miejscowa ludność potrafiła budować piece i wytapiać w nich żelazo.
Miejscowość pierwotnie była własnością szlachecką, należącą do lokalnej szlachty wielkopolskiej z rodu Obornickich, a później Włościejewskich. W 1499 wieś znajdowała się w powiecie poznańskim Korony Królestwa Polskiego. W 1510 należała do parafii Lubasz.
W 1499 wieś nie zapłaciła podatków. W 1505 Feliks Skóra Obornicki z Gaju (obecnie Gaj Wielki) dał swojemu przyrodniemu rodzeństwu z Włościejewek połowę Gaju oraz części wsi Krucz i Hamrzysko w ramach spłaty oprawy wdowiej Elżbiety, ich wspólnej matki, którą zapisał jej pierwszy zmarły mąż Aleksander z Gaju.
W 1510 w Hamrzysku odnotowano 7 rybaków, którzy niewiele uprawiali ziemi oraz młyn zbożowy. W 1563 we wsi wspomniano zagrodników oraz młyn dziedziczny o jednym kole wodnym. W 1577 pobór podatkowy z Hamrzyska zapłacił Jan Włościejewski. W 1580 zapłacił on podatki od 4 półłanków, młyna walnego o jednym kole oraz stępy jagielnej służącej do produkcji kaszy jaglanej z prosa.
W 1580 w najbliższej okolicy Hamrzyska odnotowany został "Borowy Młyn" (łac. „Borowy molendinum”), który leżał w odległości 1,5 km na północ od Hamrzyska w pobliżu wsi Biała Górna dzisiaj Biała. Był on własnością szlachecką w dobrach wieleńskich i w 1580 należał do wojewody poznańskiego Stanisława Górki właściciela wsi Biała Górna. Borowy Młyn był młynem ustawionym na rzece o jednym kole wodnym. W XVIII wieku na północ od Hamrzyska, 4 km na północny wschód od Białej Górnej znajdowały się dwie osady młyńskie o nazwach „Matthee” oraz „Borowo”, które zasilane były prądem rzeki Gulczanka.
Do czasu rozbiorów leżała w Rzeczypospolitej Obojga Narodów. Wskutek II rozbioru Polski w 1793, miejscowość przeszła pod władanie Prus i jak cała Wielkopolska znalazła się w zaborze pruskim. W XIX wieku we wsi znajdowało się 18 budynków zamieszkiwanych przez niewiele ponad 200 osób. Z tamtych czasów przetrwało kilka domów i obiektów gospodarczych. Wieś zachowała też dawny układ przestrzenny typowej ulicówki zaburzony częściowo przez dość intensywną zabudowę letniskową.
Warunki naturalne od wieków określały sposób życia i źródła utrzymania mieszkańców tej osady. Tutejsza ludność związana była z gospodarka leśną i rybactwem, a pola uprawne zajmowały stosunkowo niewielki areał.
W latach 1975–1998 miejscowość administracyjnie należała do województwa pilskiego.